# Jürgen Bruns
Jürgen Bruns (* 1966 in Greifswald) ist ein deutscher Dirigent. Er ist künstlerischer Leiter und Chefdirigent der Kammersymphonie Berlin. Seit 2019 ist er außerdem Chefdirigent und Musikdirektor des Preußischen Kammerorchesters. Nach mehreren Jahren als und Chefdirigent des Orchesters des slowenischen Komponistenverbandes, KOS Ljubljana, und seiner dortigen intensiven Beschäftigung mit zeitgenössischer Musik ist er heute ein gefragter Dirigent in Europa und Asien.
Schwerpunkte seines Schaffens sind Aufführungen von wiederentdeckten Werken der Klassischen Moderne und Verfemter Musik. Er ist mehrfach mit Welteinspielungen in Erscheinung getreten und hat zahlreiche Werke europäischer Komponisten zur Uraufführung gebracht. Jürgen Bruns wird besonders für seine thematisch orientierten Konzertprogramme sowie für die Zusammenarbeit mit anderen Künsten (Theater, Video, Tanz, Literatur) geschätzt.

## Beruflicher Werdegang
Seine Ausbildung erhielt er 1983 bis 1988 an der Hochschule für Musik „Hanns Eisler“ Berlin im Hauptfach Violine und als Dirigierstudent bei Rolf Reuter sowie bei Gilbert Varga in Florenz und Charles Bruck in Paris und 1991/1992 an der Pierre-Monteux-School in Maine/USA.

## Wirken
Mit der Kammersymphonie Berlin, die er 1991 gründete, von 2008 bis 2015 mit dem KOS Ljubljana, seit 2019 mit dem Preußischen Kammerorchester sowie als regelmäßiger Gastdirigent bei Orchestern und Bühnen in ganz Europa pflegt Jürgen Bruns vor allem das Repertoire des 20. Jahrhunderts von Neoklassizismus bis zu zeitgenössischer Musik.
Neben regelmäßigen Konzertmitschnitten für Deutschlandradio Kultur, hat Jürgen Bruns mehr als ein Dutzend CDs (u. a. für EDA, Signum, Quadriga, Lynor, Capriccio, Hännsler Classics, Sony, Deutsche Grammophon) veröffentlicht. Er hat Werke bekannterer Komponisten wie Richard Strauss, Kurt Weill, Franz Schreker, Ernst Toch, Lars-Erik Larsson, Mikis Theodorakis, Ennio Morricone, Nino Rota, aber auch Wiederentdeckungen wie Karl Weigl, Kurt Hessenberg, Gerhard Frommel, Alexandre Tansman, Mieczysław Karłowicz, Szymon Laks, Eugeniusz Morawski, Jerzy Fitelberg und Karol Rathaus eingespielt.
Jürgen Bruns hat mit namhaften Komponisten wie Alfred Schnittke, Jean Françaix und Dietrich Erdmann zusammengearbeitet und u. a. Werke von Franz Schreker, Alexander Glasunow, Darius Milhaud, Marko Mihevc und Ursula Mamlok zur deutschen Erstaufführung gebracht.
Uraufführungen von Detlef Glanert, Victor Bruns, Anatol Vieru, Carlo Domeniconi, Atle Halstensen u. a. zählen zu seinem Repertoire ebenso wie zahlreiche Werke der Klassik und Romantik.

## Preise
Jürgen Bruns ist Träger des „Förderpreis Musik“ der Musikakademie Rheinsberg und des Landes Brandenburg. Er hat mehrfach den Förderpreis der Ernst-von-Siemens-Musikstiftung gewonnen.

## Diskographie
- Capriccio (2019) – MDR-Sinfonieorchester Leipzig – Kammersymphonie Berlin. – Hanns Eisler: Leipziger Sinfonie (rekonstruiert und vervollständigt von Tilo Medek), Trauerstücke aus Filmpartituren (eingerichtet von Jürgen Bruns und Tobias Faßhauer), Nuit et brouillard ('Nacht und Nebel', Original Filmsoundtrack 1955) (Ersteinspielungen)
- Capriccio (2019) – Deutsche Staatsphilharmonie Rheinland-Pfalz. – Karl Weigl: Symphonie Nr. 1 (Op. 5), Bilder und Geschichten Suite für kleines Orchester (Op. 2) (Ersteinspielungen)
- Capriccio (2018) – Orchester der Jenaer Philharmonie. – Gerhard Frommel: Sinfonie Nr. 1 (Op. 13), Sinfonisches Vorspiel Op. 23 (Ersteinspielungen)
- Naxos (2016) – Kammersymphonie Berlin – Violine: Piotr Plawner. – Polish Violin Concertos: Werke von Grażyna Bacewicz, Alexandre Tansman, Michał Spisak und Andrzej Panufnik (Ersteinspielungen)
- EDA (2012) – Polish Radio Symphony Orchestra – Klavier: Tatjana Blome – Cello: Claudio Corbach – Viola: Ignacy Miecznikowski – Violine: Ulrike Petersen – Oboe: Frédéric Tardy. en hommage – Joachim Mendelssohn: Symphony No. 2, Chamber Symphony, Oboe Quintet, Violin Sonata
- Crystal (2012) - Kammersymphonie Berlin – Klavier: Tatjana Blome – Cello: Peter Bruns. – Ernst Toch: Bunte Suite op.48, Mozart Transcriptions, Cello Concerto
- SF (2011) - Slovenian Philharmonic Orchestra – Slovenian Chamber Choir. – Werke von Marko Mihevc Muni
- DSS (2011) - KOS Ljubljana. – KOS 2 - Musik von Šijanec, Voglar, Šavli, Petrić und Lazar
- DSS (2010) - KOS Ljubljana. – KOS 1 - Musik von Vogler, Firšt, Mihevc, Štuhec und Golob
- Hänssler Classic (2010) - Mendelssohn Kammerorchester Leipzig – Cello: Peter Bruns. – Cellokonzerte von Robert Schumann und Robert Volkmann
- Ohreule (2009) - Kammersymphonie Berlin – Sprecher: Eberhard Esche, Dieter Mann. – Richard Strauss: Der Bürger als Edelmann (Live-Einspielung von 1996)
- DGG (2009) - Kammersymphonie Berlin – Saxophon: Frank Lunte. – Club 100 – Werke von Kurt Hessenberg und Lars-Erik Larsson
- EDA (2008) - Brandenburgisches Staatsorchester Frankfurt (Oder) – Poland abroad 2. – Werke von Alexandre Tansman, Simon Laks, Eugeniusz Morawski und Jerzy Fitelberg
- Capriccio (2007) - Kammersymphonie Berlin – Sprecherin: Corinna Harfouch. – Andreas Pflüger: Märchenmusiken
- DGG (2006) - Kammersymphonie Berlin – Klavier: Tatjana Blome. – Gerhard Frommel: Klavierkonzert
- EDA (2005) - Kammersymphonie Berlin – Poland abroad 1. – Werke von Alexandre Tansman, Simon Laks, Jerzy Fitelberg und Mieczysław Karłowicz
- Sony/Epic (2004) – Kammersymphonie Berlin – Bariton: Rein Alexander. – Musik von Ennio Morricone, Nino Rota u. a.
- Lynor (2003) - Kammersymphonie Berlin – Sopran: Bodil Arnesen. – Norwegische Lieder
- Dreyer (2003) - Kammersymphonie Berlin – Der weibliche Beethoven: Werke von Fanny Hensel, Luise A. Le Beau und Emilie Mayer
- Signum (2002) - Brandenburgisches Staatsorchester Frankfurt (Oder) – Werke von Karol Rathaus
- EDA (2002) - Kammersymphonie Berlin – Werke von Berthold Goldschmidt und Roberto Gerhard (Ersteinspielungen) und Kurt Weill
- Quadriga (2001) – Musici Medici – Werke von Leoš Janáček, Antonio Vivaldi und Antonín Dvořák
- EDA (1998) - Kammersymphonie Berlin – Werke von Franz Schreker und Ernst Toch (Ersteinspielungen)
- Quadriga (1998) - Deutsches Filmorchester – Symphonische Suite aus „Paul und Paula“
- ohne Label (1997) – Kammerphilharmonie Rhein-Main – Solist: Gabriel Dessauer. – Werke von Josef Gabriel Rheinberger und Marco Enrico Bossi
- Quadriga (1996) – Musici Medici – Werke von Honegger, Schostakowitsch, Respighi, Gounod, Vivaldi
- Quadriga – Musici Medici – Werke von Alexandre Tansman, Edvard Grieg, Antonio Vivaldi und Jacques Ibert
- sunbow – Kammersymphonie Berlin – Mezzosopran: Friederike Meinel. Arien und Orchesterwerke des Barocks

## Aufnahmen für Film und Fernsehen
- Nordic Film (2009) – „Nordkap“
- RTV Slovenia (2006) – KOS Ljubljana – Neue Musik für Kids
- ZDF/Arte (2003) – Deutsches Theater Berlin / Kammersymphonie Berlin – Mutter Courage in der Inszenierung von Peter Zadek
- Media World (1999) – Kammersymphonie Berlin – Mikis Theodorakis: Musik zu „Beware of Greeks bearing guns“
- ZDF (1997) - Filmorchester Babelsberg – Filmmusik zu Der Hauptmann von Köpenick